# Meselech Melkamuová
Meselech Melkamuová (* 27. dubna 1985, Debre Markos) je etiopská atletka, běžkyně na střední a dlouhé tratě. Její hlavní disciplínou je zejména běh na 5000 metrů.
Na juniorském mistrovství světa 2004 v italském Grossetu získala na pětce zlatou medaili. O rok později doběhla na světovém šampionátu v Helsinkách na čtvrtém místě. Stříbrnou medaili z běhu na 3000 metrů si odvezla z halového mistrovství světa 2008 ve Valencii. V témže roce získala zlato (5000 m) na africkém šampionátu v Addis Abeba. Na letní olympiádě v Pekingu skončila ve finále na osmém místě v čase 15:49,03. Její kvalifikační čas byl 15:11,21.
14. června 2009 v nizozemském Utrechtu zaběhla jako čtvrtá žena v historii trať na 10 000 metrů pod třicet minut. Její čas 29:53,80 je navíc druhým nejlepším časem celé historie. Na mistrovství světa 2009 v Berlíně vybojovala stříbrnou medaili na desítce, když nestačila jen na Keňanku Linet Masaiovou. Na poloviční trati doběhla jako pátá v čase 15:03,72.